# Thomas Maitland
Pour les articles homonymes, voir Maitland.
Thomas Maitland, (1759 - 1824) est un militaire et administrateur colonial britannique. Il est aussi élu à la Chambre des communes pour Haddington en 1790-96, 1802-06 et 1812-13. Il devient membre du Privy Council en 1803.

## Biographie
Il est le fils de James Maitland (7e comte de Lauderdale). Sa nièce épouse John Cam Hobhouse.

### Carrière militaire
- 1798-1802 : Colonel au 10th West India Regiment
- 1803-1805 : Colonel au 5th Garrison Battalion
- 1805-1807 : Colonel au 3rd Garrison Battalion
- 1807-1811 : Colonel au 4th West India Regiment
- 1811-1824 : Colonel au 10e régiment à pied

### Gouverneur duCeylan britannique
Pendant sa gouvernance, l'île de Ceylan résiste à l'envahisseur britannique. Thomas Maitland, en tant que général, ne réussit pas à les soumettre à cause d'un contingent de corps expéditionnaire trop faible. La majorité de l'armée britannique étant toujours focalisée dans les guerres contre Napoléon en Europe.
En 1806, Thomas Maitland révoqua les mesures auparavant en vigueur à l’encontre des catholiques et leur reconnut une totale liberté de la pratique de leur religion, décision qui prit effet le 4 juin de cette année-là, jour de l’anniversaire du roi d’Angleterre.

## Honneurs et distinctions

### Distinctions
- Membre du Conseil privé (1803)

### Décorations
- Ordre du Bain : Chevalier Grand-croix
- Ordre royal des Guelfes : Chevalier grand-croix
- Ordre de Saint-Michel et Saint-Georges : Grand maître, le 31 mars 1816 en qualité de Haut commissaire de la République des Îles Ioniennes